# Линдуэсти
Линдуэсти (порт. Lindoeste) — муниципалитет в Бразилии, входит в штат Парана. Составная часть мезорегиона Запад штата Парана. Входит в экономико-статистический микрорегион Каскавел. Население составляет 5741 человек на 2006 год. Занимает площадь 361,368 км². Плотность населения — 15,9 чел./км².

## Статистика
- Валовой внутренний продукт на 2003 год составляет 43 020 510,00 реалов (данные: Бразильский институт географии и статистики).
- Валовой внутренний продукт на душу населения на 2003 год составляет 7214,58 реалов (данные: Бразильский институт географии и статистики).
- Индекс развития человеческого потенциала на 2000 год составляет 0,715 (данные: Программа развития ООН).